# Maria Cole
Pour les articles homonymes, voir Cole.
Maria Cole, née Maria Hawkins le 1er août 1922 à Boston dans le Massachusetts et morte le 10 juillet 2012 à Boca Raton en Floride, est une chanteuse de jazz américaine. Mariée au chanteur et pianiste Nat King Cole, elle est la mère de la chanteuse Natalie Cole,.

## Biographie
Née à Boston, elle est la nièce de la femme de lettres et éducatrice Charlotte Hawkins Brown (en),. Son père Mingo Hawkins transporte du courrier, sa mère meurt en donnant naissance à sa sœur,,.
Cinq ans après la mort de Nat King Cole, elle acquiert une maison à Tyringham, dans le Massachusetts, où elle élève ses cinq enfants, dont Natalie Cole.
Chanteuse de jazz, elle est connue pour avoir chanté avec Count Basie et Duke Ellington sous le pseudonyme de Marie Ellington. Elle rencontre Nat King Cole alors qu'ils travaillent tous les deux au Club Zanzibar,.

## Discographie
- A Girl They Call Maria (Kapp, 1954)
- Maria Cole (Dot, 1960)
- Love Is a Special Feeling (Capitol, 1966)